# Spilichneumon
Spilichneumon är ett släkte av steklar som beskrevs av Thomson 1894. Spilichneumon ingår i familjen brokparasitsteklar.

## Bildgalleri

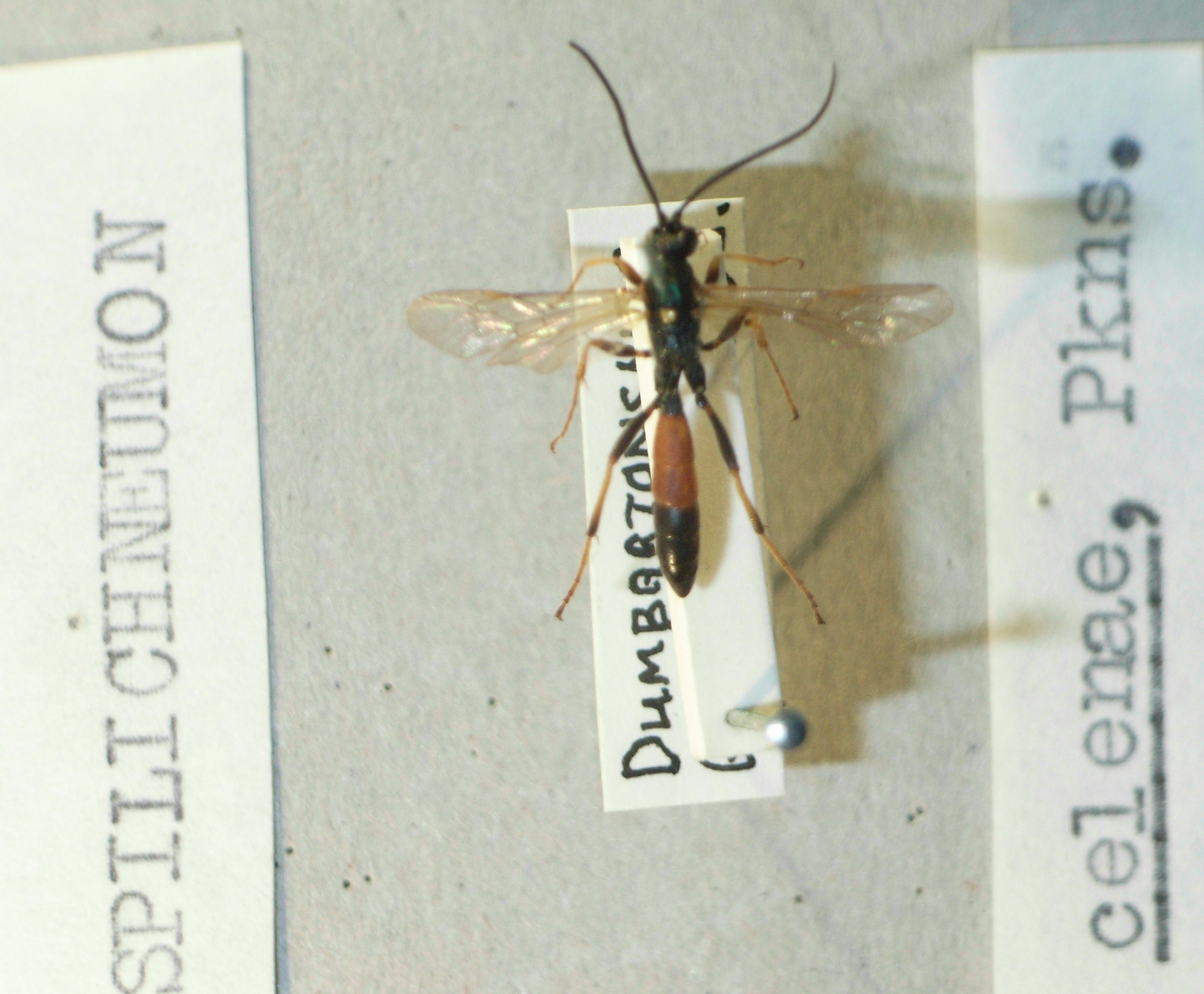
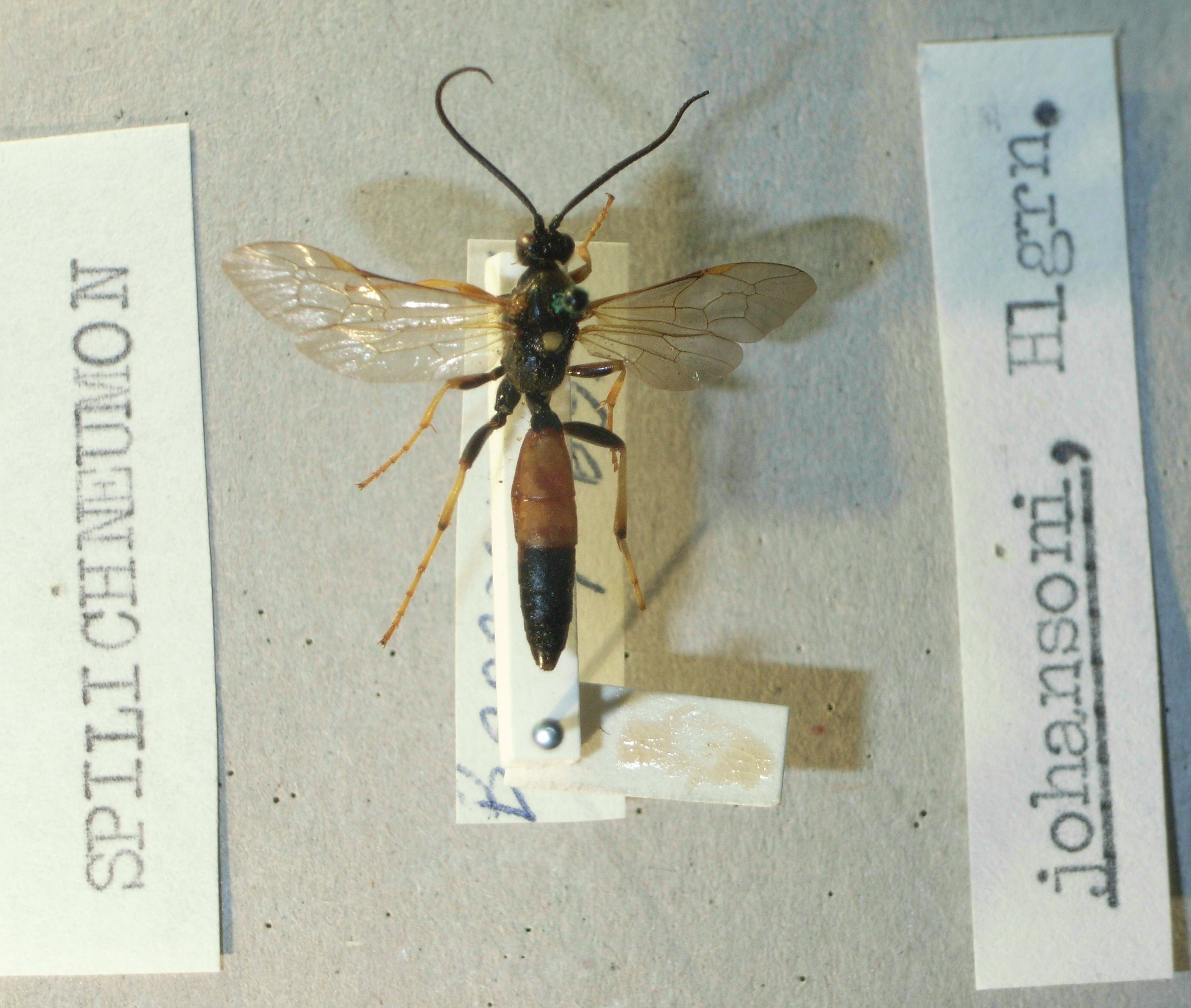

## Dottertaxa tillSpilichneumon, i alfabetisk ordning[1][2]
- Spilichneumon ammonius
- Spilichneumon anurus
- Spilichneumon borealis
- Spilichneumon bronteus
- Spilichneumon celenae
- Spilichneumon celsiae
- Spilichneumon darjeelingensis
- Spilichneumon doii
- Spilichneumon flavicornis
- Spilichneumon genalis
- Spilichneumon inconstans
- Spilichneumon jezoensis
- Spilichneumon johansoni
- Spilichneumon juxtus
- Spilichneumon kodiakensis
- Spilichneumon limnophilus
- Spilichneumon nigrifrons
- Spilichneumon nubivagus
- Spilichneumon obater
- Spilichneumon occisorius
- Spilichneumon pelloponesius
- Spilichneumon pernigricornis
- Spilichneumon physcoteloides
- Spilichneumon pici
- Spilichneumon primarius
- Spilichneumon pygmaeus
- Spilichneumon simplicidens
- Spilichneumon spilosomae
- Spilichneumon superbus
- Spilichneumon taos
- Spilichneumon tennecabunensis
- Spilichneumon valdetypicus
- Spilichneumon victoriae